# Maria Carbonell i Mumbrú
Maria Carbonell i Mumbrú (Barcelona, 26 de juny de 1911 — Barcelona, 20 de juliol de 1988) fou una pianista catalana.
Maria Rosa Josepa Carbonell i Mumbrú va néixer al Passeig de Gràcia de Barcelona, filla de Marcelí Carbonell i Duñó i de Josepa Mumbrú i Soler (*-1954). El matrimoni va tenir tres fills: Maria, Ramon i Neus. Estudià a l'Escola Municipal de Música de Barcelona, i més tard amb Blanca Selva. Molt aviat inicià una brillant carrera com a concertista. El 1963 es destacà en una sèrie de recitals en què interpretà la integral de les 32 sonates de Beethoven. Formà duet amb el seu marit, el violinista Joan Massià. També es dedicà a la pedagogia musical —fou professora del Conservatori Municipal de Música de Barcelona— incorporant les noves tècniques pianístiques. Fundà, juntament amb el seu marit l'Associació d'Amics i Deixebles de Joan Massià i Maria Carbonell, que celebra concerts periòdicament, i on tingué, entre molts deixebles, a na Glòria Vila-Puig Codina. El fill del matrimoni Joan Massià i Maria Carbonell és també pianista.
L'Ajuntament de Barcelona li dedicà uns jardins al districte de Sarrià-Sant Gervasi l'any 2019, els jardins que porten el seu nom.